# Walter Berry
Walter Berry (Viena, 8 d'abril, 1929 - Idem., 27 d'octubre, 2000), va ser un baix-baríton d'òpera austríac.

## Biografia
Berry va rebre classes de piano de ben petit i ja era solista en cors d'església de petit. A partir de 1946, va estudiar amb Hermann Gallos a l'Acadèmia de Música de la seva ciutat natal i es va unir al conjunt de l'Òpera Estatal de Viena el 1949, on inicialment va actuar en papers menors. També va fer les seves primeres gravacions de ràdio.
El 1952, va cantar per primera vegada Papageno a La flauta màgica de Mozart, que en aquell moment encara estava fermament en mans d'Erich Kunz, el successor del qual a Viena es convertiria en els anys següents. A partir de 1953, va aparèixer regularment al Festival de Salzburg, inicialment en papers menors.
Es va fer conegut internacionalment quan va assumir el paper principal a Wozzeck d'Alban Berg a la reobertura de l'Òpera Estatal de Viena el 1955.
A partir del 1957, Berry va iniciar una carrera internacional com a convidat a tots els principals teatres d'òpera d'Europa. A partir del 1960, a més de la seva associació contínua amb l'Òpera Estatal de Viena (on va interpretar no menys de 77 papers), va aparèixer regularment a la "Deutsche Oper de Berlín" i al "Nationaltheater de Munic", i a partir del 1966 al Met de Nova York. Com a cantant de lieder, Berry va actuar de manera destacada amb el pianista Sebastian Peschko i, sobretot, Erik Werba.
Especialment a la dècada del 1960, va ser considerat un cantant de primer nivell mundial, en particular en papers còmics de baix-baríton a les òperes de Mozart, especialment Papageno, Figaro a Les noces de Fígaro i Leporello a Don Giovanni. Berry també va cantar papers de Wagner (per exemple, Kurwenal a Tristan und Isolde i Wotan a L'anell dels Nibelungs) i Richard Strauss (Ochs a Der Rosenkavalier, Barak a Die Frau ohne Schatten, La Roche a Capriccio), Don Pizarro a Fidelio de Ludwig van Beethoven i nombrosos papers moderns com Wozzeck i la part de baríton a A kékszakállú herceg vára de Béla Bartók (en hongarès). Tanmateix, el gran cantant no va aconseguir cap paper somiat: Hans Sachs (Die Meistersinger von Nürnberg), que se suposava que havia de cantar al Festival de Bayreuth, però va haver de renunciar al paper després dels assajos finals.
En total, va cantar més de 120 papers durant la seva llarga carrera. A més d'òperes, també va actuar en oratoris i va oferir recitals, principalment amb obres de Franz Schubert i Gustav Mahler. Berry era famós per la seva fiabilitat i expressivitat, i sobretot pel seu humor, i també era temut pels seus col·legues: amb Berry, mai sabies quina broma estava planejant. A més de la seva carrera en solitari, també va treballar com a professor. Des del 1990, ocupa una càtedra a la Universitat de Música de Viena. Entre els seus alumnes hi ha Angelika Kirchschlager, Adrian Eröd, Hans Peter Kammerer, Lars Woldt, Markus Werba i Petra-Maria Schnitzer.
Es va casar amb la mezzosoprano de renom internacional Christa Ludwig el 1957. El seu fill Wolfgang va néixer el 1959; la parella es va divorciar el 1970. Berry es va casar dues vegades més després, la més recent amb la seva alumna, la soprano Elisabeth Flechl. Berry va ser nomenat Kammersänger (Cantant de Càmera) el 1963 i va rebre nombrosos premis. El 1998, Berry va aparèixer en un episodi de la sèrie policíaca Tatort.
El reconegut internacionalment Kammersänger va morir d'un atac de cor als 71 anys al seu apartament de Viena, on vivia amb la seva tercera esposa. Va ser enterrat en una tomba honorífica al cementiri de Heiligenstadt (Part A, Grup 1, Número 263) de Viena.
El 2007, Walter-Berry-Weg a Viena-Döbling (districte 19) va rebre el seu nom.

## Premis
- 1969: Medalla Mozart de la Societat Mozart de Viena[1]
- Membre honorari de l'Associació Europea de Professors de Cant (EVTA)

## Discografia (selecció)
- Bartók: A kékszakállú herceg vára – Barba Blava, director: István Kertész (Decca 1965)
- Beethoven: Fidelio – Don Pizarro, director: Otto Klemperer (EMI 1961)
- Berg: Wozzeck – Paper principal, director: Pierre Boulez (CBS 1963)
- Händel: Giulio Cesare in Egitto (alemany) – Juli Cèsar, director: Ferdinand Leitner (BR 1965)
- Humperdinck: Hänsel und Gretel – Peter, el fabricant d'escombres, director: Georg Solti (Decca 1978)
- Korngold: Violanta – Simone Trovai, director: Marek Janowski (CBS 1979)
- Mozart: Le nozze di Figaro – Figaro, director: Karl Böhm (Philips 1955)
- Mozart: Le nozze di Figaro (alemany) – Figaro, director: Otmar Suitner (Clàssics de Berlín 1966)
- Mozart: Don Giovanni – Masetto, director: Josef Krips (Decca 1955)
- Mozart: Don Giovanni – Leporello, director: Otto Klemperer (EMI 1966)
- Mozart: Don Giovanni – Leporello, director: Karl Böhm (Gramòfon alemany; en directe, Salzburg 1977)
- Mozart: Così fan tutte – Don Alfonso, Director: Karl Böhm (EMI 1962)
- Mozart: La flauta màgica – Papageno, director: Otto Klemperer (EMI 1964)
- Mozart: La flauta màgica – Papageno, director: Wolfgang Sawallisch (EMI 1972)
- Strauss: Der Rosenkavalier – Comissari de policia, director d'orquestra: Erich Kleiber (Decca 1954)
- Strauss: Der Rosenkavalier – Ochs auf Lerchenau, Director: Leonard Bernstein (CBS 1971)
- Strauss: Ariadne auf Naxos – Professor de música i arlequí, director: Erich Leinsdorf (Decca 1958)
- Strauss: Ariadne auf Naxos – Professor de música, Director: Georg Solti (Decca 1979)
- Strauss: La dona sense ombra – Barak, Director: Herbert von Karajan (Deutsche Grammophon; en directe, Viena 1964)
- Strauss: Arabella – Comte Waldner, Director: Wolfgang Sawallisch (Orfeo 1988)
- Strauss: El ratpenat – Dr. Falke, Director: Herbert von Karajan (Decca 1960)
- Strauss: El baró gitano – Kálmán Zsupán, Director: Willi Boskovsky (EMI 1987)
- Verdi: Aïda en alemany - Il Re, Director Clemens Krauss, Cor i Orquestra de la Ràdio Bavaresa de Munic – Leonora Lafayette (Aïda), Josef Gostic (Radames), Georgine von Milinkovic (Amneris), Ferdinand Frantz (Amonasro), Gottlob Frick (Ramfis), Walter Berry (Il Re), Karl Ostertag (Messenger), Elisanger]] 1953 (2005 AfHO/Line Music GmbH - Cantus Classics 2005)
- Wagner: Tristan und Isolde – Kurwenal, Director: Herbert von Karajan (EMI 1971/1972)
- Zeller: Der Vogelhändler - Baron Weps, Director: Willi Boskovsky (EMI 1988)